# Caduta di Gallipoli
Per caduta di Gallipoli si intende la battaglia del 1354, che determinò la conquista da parte degli ottomani della città di Gallipoli, posta sullo stretto dei Dardanelli non lontana da Costantinopoli. Sino ad allora la città, che rivestiva un ruolo cruciale nel controllo dei traffici marittimi tra mare Egeo e mar Nero, era sotto il dominio bizantino. L'esito della battaglia sarebbe stato sovvertito nel 1366 per effetto della cosiddetta riconquista di Gallipoli.

## Contesto
La situazione per l'impero bizantino cominciava a farsi critica, visto che, escludendo la città di Filadelfia, tutta l'Asia minore era caduta nelle mani dell'impero ottomano. Dopo aver eliminato l'impero bizantino in Asia, gli ottomani nutrivano mire espansionistiche in Europa, e considerando l'inadeguatezza della marina ottomana, il punto migliore da conquistare sembrava la città di Gallipoli. Per gli ottomani una città in Europa, avrebbe significato un inizio di espansione nei Balcani.

## La battaglia
I bizantini avevano delle buone fortezze vicino a Gallipoli, pronte a impedire il perforamento del territorio europeo, da parte degli ottomani; infatti nei primi attacchi gli Ottomani furono sempre sconfitti. Ma nel 1350, la piccola fortezza di Zympa, vicino alla città di Gallipoli, fu espugnata dagli Ottomani. Nel 1354 Gallipoli fu colpita da un forte terremoto, che costrinse gli abitanti della città ad evacuare. Gli Ottomani approfittarono dello scompiglio per conquistare la città, poco difesa, e riuscirono, dopo due anni, nella impresa di assicurarsi il dominio su Gallipoli. Gli Ottomani fecero di Gallipoli una roccaforte importante per il loro impero, e per la futura espansione in Europa.